# Jefta van Dinther
Jefta van Dinther, född 4 mars 1980 i Utrecht, är en svensk-nederländsk koreograf och dansare. Idag bor och arbetar van Dinther mellan Berlin och Stockholm. 

## Biografi och prestationer
Van Dinther växte upp i Nederländerna och Sverige. Från 1999 till 2003 studerade han modern och samtida dans vid Amsterdam School of the Arts. Han var verksam som dansare med olika koreografer, bland andra Mette Ingvartsen, Xavier Le Roy och Ivana Müller. Sedan 2008 har han skapat sina egna verk som koreograf. 
Van Dinthers verk visas regelbundet på internationella scener såsom Volksbühne, HAU Hebbel am Ufer och Komische Oper i Berlin, Sadler's Wells i London, Tanzquartier i Wien, Internationaal Theater Amsterdam, Dansens hus i Stockholm, Centre Pompidou och Théâtre national de Chaillot i Paris och på festivaler såsom Tanz im August i Berlin, Festival TransAmériques i Montreal och på ImPulsTanz i Wien.
Utöver att producera sina egna verk undervisar även van Dinther i koreografi på diverse institutioner, inklusive på Stockholms konstnärliga högskola, där han var lektor och programansvarig för masterprogrammet i koreografi mellan 2012 och 2014.
Flera av hans verk är skapade i samarbete med ljusdesigner Minna Tiikkainen och ljuddesigner David Kiers, vilka van Dinther har arbetat med sedan 2008. De flesta av van Dinthers verk är producerade i egen regi, men han har även gjort beställningsverk för Cullbergbaletten (Plateau Effect 2013 och Protagonist 2016). Under 2019 återskapade van Dinther verket Plateau Effect (2013) för Staatsballet Berlin som en del av deras repertoar på Komische Oper Berlin. Mellan 2019 och 2021 är van Dinther associerad koreograf till Cullberg.

## Verk (urval)
- 2008: It's in the Air, samarbete med Mette Ingvartsen
- 2009: The Way Things Go
- 2010: Kneeding
- 2011: The Blanket Dance, samarbete med koreograferna Frederic Gies och DD Dorvillier
- 2011: Grind[7], samarbete med ljusdesigner Minna Tiikkainen och ljuddesigner David Kiers
- 2012: This is Concrete[8], samarbete med koreograf Thiago Granato
- 2013: Plateau Effect[9] (för Cullbergbaletten)
- 2014: As It Empties Out[10]
- 2015: Monument, koreografi för musikvideon av Röyksopp & Robyn[11]
- 2016: Protagonist[12] (för Cullbergbaletten)
- 2017: Dark Field Analysis[13]
- 2019: Plateau Effect (för Staatsballett Berlin)
- 2022: On Earth I'm Done: Mountains
- 2022: Unearth
- 2022: On Earth I'm Done: Islands
- 2024: Remachine

## Priser (urval)
- 2012: Birgit Cullberg stipendium, Konstnärsnämnden[14]
- 2012: The Wild Card and Prize of the Youth Jury, Theaterfestival Favoriten, Dortmund
- 2013: Svenska teaterkritikers förening danspris för Plateau Effect